# Ed Olczyk
Ed Olczyk, właśc. Edward Walter Olczyk (ur. 16 sierpnia 1966 w Chicago) – amerykański hokeista pochodzenia polskiego. Reprezentant USA.
Jego brat Rick (ur. 1970) jest działaczem hokejowym, a synowie Eddie (ur. 1989) i Tommy (ur. 1990) są hokeistami. Ma także córkę i syna Nicky'ego.

## Kariera
- Team Illinois U18 (1981–1982)
- Stratford Cullitons (1982–1983)
- Team USA (1983–1984)
- Chicago Blackhawks (1984–1987)
- Toronto Maple Leafs (1987–1990)
- Winnipeg Jets (1990–1993)
- New York Rangers (1992–1995)
- Winnipeg Jets (1995–1996)
- Los Angeles Kings (1996–1997)
- Pittsburgh Penguins (1997–1997)
- Chicago Blackhawks (1998–2000)
  -  Chicago Wolves (1998)

W czasie występów w latach 80. z uwagi na widowiskową grę Olczyka na meczach licznie pojawiała się Polonia amerykańska z Chicago. W sezonach zasadniczych NHL rozegrał łącznie 1031 spotkań, w których strzelił 342 bramki oraz zaliczył 452 asysty. W klasyfikacji kanadyjskiej zdobył więc razem 794 punkty. 874 minuty spędził na ławce kar. W play-offach NHL brał udział 10-krotnie. Rozegrał w nich łącznie 57 spotkań, w których strzelił 19 bramek oraz zaliczył 15 asyst, co w klasyfikacji kanadyjskiej daje razem - 34 punkty. 57 minut spędził na ławce kar.
Uczestniczył w turniejach mistrzostw świata w mistrzostw świata 1985, 1993, Canada Cup 1987, 1991 oraz na zimowych igrzyskach olimpijskich 1984. Podczas ZIO 1984 w meczu o siódme miejsce przeciw reprezentacji Polski zdobył pierwszego gola w meczu w czwartej minucie (wynik 7:4). Strzelił gola przeciw Polsce także podczas MŚ 1989 (wynik 6:1).
Po zakończeniu kariery zawodniczej został trenerem w klubie Pittsburgh Penguins w sezonach 2003/2004 i 2005/2006. Jest komentatorem sportowym hokeja i ekspertem telewizyjnym dla Chicago Blackhawks.

## Sukcesy i wyróżnienia
Reprezentacyjne
- Drugie miejsce w Canada Cup: 1991

Klubowe
- Puchar Stanleya: 1994 z New York Rangers

Wyróżnienia
- National Polish-American Sports Hall of Fame
- Galeria Sławy USA w hokeju na lodzie: 2012

## Statystyki - sezony zasadnicze
| Sezon        | Drużyna             | Liczba meczów | Gole | Asysty | Punkty | Kary w min. |
| ------------ | ------------------- | ------------- | ---- | ------ | ------ | ----------- |
| 1984–1985    | Chicago Blackhawks  | 70            | 20   | 30     | 50     | 67          |
| 1985–1986    | Chicago Blackhawks  | 79            | 29   | 50     | 79     | 47          |
| 1986–1987    | Chicago Blackhawks  | 79            | 16   | 35     | 51     | 119         |
| 1987–1988    | Toronto Maple Leafs | 80            | 42   | 33     | 75     | 55          |
| 1988–1989    | Toronto Maple Leafs | 80            | 38   | 52     | 90     | 75          |
| 1989–1990    | Toronto Maple Leafs | 79            | 32   | 56     | 88     | 78          |
| 1990–1991    | Toronto Maple Leafs | 18            | 4    | 10     | 14     | 13          |
| 1990–1991    | Winnipeg Jets       | 61            | 26   | 31     | 57     | 69          |
| 1991–1992    | Winnipeg Jets       | 64            | 32   | 33     | 65     | 67          |
| 1992–1993    | Winnipeg Jets       | 25            | 8    | 12     | 20     | 26          |
| 1992–1993    | New York Rangers    | 46            | 13   | 16     | 29     | 26          |
| 1993–1994    | New York Rangers    | 37            | 3    | 5      | 8      | 28          |
| 1994–1995    | New York Rangers    | 20            | 2    | 1      | 3      | 4           |
| 1994–1995    | Winnipeg Jets       | 13            | 2    | 8      | 10     | 8           |
| 1995–1996    | Winnipeg Jets       | 51            | 27   | 22     | 49     | 65          |
| 1996–1997    | Los Angeles Kings   | 67            | 21   | 23     | 44     | 45          |
| 1996–1997    | Pittsburgh Penguins | 12            | 4    | 7      | 11     | 6           |
| 1997–1998    | Pittsburgh Penguins | 56            | 11   | 11     | 22     | 35          |
| 1998–1999    | Chicago Blackhawks  | 61            | 10   | 15     | 25     | 29          |
| 1999–2000    | Chicago Blackhawks  | 33            | 2    | 2      | 4      | 12          |
| Podsumowanie |                     | 1031          | 342  | 452    | 794    | 874         |

## Statystyki - Playoffs
| Sezon        | Drużyna             | Liczba meczów | Gole | Asysty | Punkty | Kary w min. |
| ------------ | ------------------- | ------------- | ---- | ------ | ------ | ----------- |
| 1984–1985    | Chicago Blackhawks  | 15            | 6    | 5      | 11     | 11          |
| 1985–1986    | Chicago Blackhawks  | 3             | 0    | 0      | 0      | 0           |
| 1986–1987    | Chicago Blackhawks  | 4             | 1    | 1      | 2      | 4           |
| 1987–1988    | Toronto Maple Leafs | 6             | 5    | 4      | 9      | 2           |
| 1989–1990    | Toronto Maple Leafs | 5             | 1    | 2      | 3      | 14          |
| 1991–1992    | Winnipeg Jets       | 6             | 2    | 1      | 3      | 4           |
| 1993–1994    | New York Rangers    | 1             | 0    | 0      | 0      | 0           |
| 1995–1996    | Winnipeg Jets       | 6             | 1    | 2      | 3      | 6           |
| 1996–1997    | Pittsburgh Penguins | 5             | 1    | 0      | 1      | 12          |
| 1997–1998    | Pittsburgh Penguins | 6             | 2    | 0      | 2      | 4           |
| Podsumowanie |                     | 57            | 19   | 15     | 34     | 57          |